# 日本のダム

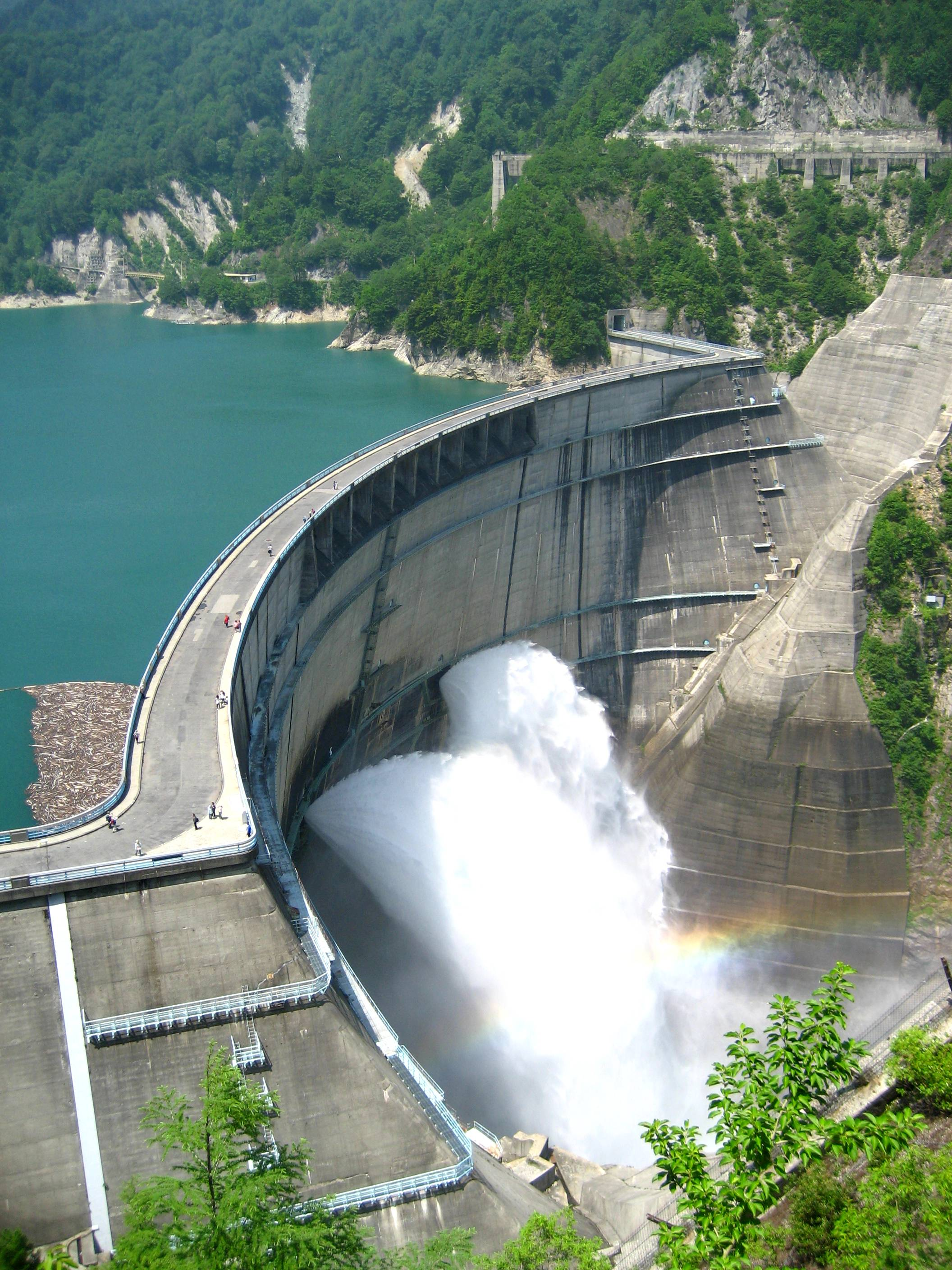
黒部ダム（黒部川・富山県）

日本のダム（にほんのダム）では、日本国内に建設され管理・運用されているダムについて、特に治水・利水を目的としたものを中心に扱う。
（個々のダムの一覧は「日本のダム一覧」も参照。）

## 定義

### 法的定義
現在日本において定められているダムの定義は、1964年（昭和39年）に改定された河川法と、同法の規定により1976年（昭和51年）に制定された政令である河川管理施設等構造令を根拠としている。
まず、河川法の第2章（河川の管理）-第3節（河川の使用及び河川に関する規制）-第3款（ダムに関する特則）の第44条第1項では、
河川の流水を貯留し、又は取水するため第26条1項の許可を受けて設置するダムで、基礎地盤から堤頂までの高さが15メートル以上のもの
をダムと定義している（利水ダム）。このため高さ15メートル未満のダムについては、「ダムに関する特則」の適用対象とならず、「堰」（せき）として扱われる。
次に、河川管理施設等構造令は、
河川管理施設又は河川法第26条第1項の許可を受けて設置される工作物のうち、ダム、堤防その他の主要なもの
の構造について河川管理上必要とされる一般的技術的基準を定めているが、第2章（ダム）の第3条で以下の条件を除外したダムについて規定を適用するとしている。すなわち、
1. 土砂の流出を防止し、及び調節するため設けるダム
2. 基礎地盤から堤頂までの高さが15メートル未満のダム

以外のダムで、ここでも高さ15メートル以上という河川法第44条第1項と同様の定義がされている。ここで言う河川管理施設のダムとは、河川管理者自らが洪水調節など治水目的で設置するダム（治水を主目的とした多目的ダム・治水ダム）であり、河川法では定義がされていない。また、「土砂の流出を防止し、及び調節するため設けるダム」は「砂防堰堤」と呼ばれるものである。
世界的なダム基準は、世界88カ国が加盟 する非政府組織の国際大ダム会議（ICOLD、1928年創立）において堤高5メートル以上または貯水容量300万立方メートル以上のものをダムと定義しており、そのうち堤高15メートル以上のものをハイダム、それ以下をローダムと定義している。日本のダム基準はこのうち「ハイダム」のカテゴリーに属するものを指している。
なお、ダムの定義自体は1935年（昭和10年）5月27日に当時河川行政を管轄していた内務省が省令第36号として発令した河川堰堤規則において、既に定められている。この規則におけるダムの定義は第一条において、土堰堤については基礎地盤からの高さが10メートル以上、それ以外については基礎地盤から15メートル以上を堰堤、すなわちダムと規定しており、この時点で高さ15メートル以上の基準が登場している。ただし現行の基準と異なるのは型式によってダムの基準を変えている点である。同年6月15日に当時電力行政を司っていた逓信省が省令第18号として発令した発電用高堰堤規則においても、規則が適用されるダムの基準が基礎地盤から15メートル以上と定められている。しかし、この時期は多目的ダムなど治水目的のダムがまだ完成・運用していなかったことや、太平洋戦争後に河川行政が激変したこともあり、河川関連法規を改定してダムの基準を明確化する必要が生じた。このため1964年の河川法改正、1976年の河川管理施設等管理令制定によってダムの基準が統一化されている（詳細は河川法を参照）。

### 除外規定
一般に「ダム」と呼称される河川工作物としては河川法や河川管理施設等構造令で定める「ダム」のほか、砂防堰堤、治山ダムおよび鉱滓ダムがある。しかし、いずれも積極的に河水を貯留する目的を持たないため（砂防ダムの一部ではかんがい目的や水力発電目的を果たすものもあるが、例外的）河川法上のダムとは見なされない。
このうち砂防ダムについては砂防法によって「堤高7.0メートル以上のもの」が砂防ダムと規定されており、目的も土石流の抑止に特化されている。管轄部署は国土交通省河川局砂防部であり、河川法に基づくダムを管轄する河川局治水課（施工担当）や河川環境課（管理担当）とは部署が異なる。各都道府県においても同様である。保安林の維持を目的とする治山ダムに関しては森林法に基づく施設であり、農林水産省が管轄しているためこれもまた異なる。鉱滓ダムに関しては、廃棄物処理が目的であるため似て非なるものである。
以下、本項目全般において「ダム」と記したものについては、特に断らない限り河川法第44条第1項または河川管理施設等構造令第3条の定義に基づくダムを指すこととし、それ以外のダムと呼ばれる施設については「堰」「砂防堰堤」「治山ダム」「鉱滓ダム」の各該当項目を参照されたい。

## 概説
日本において建設されるダムの目的は多岐にわたるが、主なものとしては治水目的（洪水調節や農地防災、不特定利水および河川維持用水）と利水目的（かんがい、上水道供給、工業用水供給、水力発電、消流雪用水、レクリエーション）に大別される。単独の目的を持つダムもあれば、複数の機能を併設するダムもある。前者は「治水ダム」「かんがい用ダム」「発電ダム」等とそれぞれの目的を冠した呼ばれ方をするが、後者は一般に「多目的ダム」と呼ばれる。
ダムは様々な事業者によって計画・調査・建設・管理などが実施されている。日本においては、政府直轄事業者（国土交通省や農林水産省、独立行政法人水資源機構）、地方自治体（都道府県または市町村）、電気事業者（各電力会社）および一部の民間企業からなる。戦前は大日本帝国海軍が所管していたダム も存在していた。多目的ダムについては、政府直轄のダムを「特定多目的ダム」（別名「直ダム」）、地方自治体管理のダムを建設費の国庫補助を受けることから「補助多目的ダム」「補助治水ダム」（略して「補助ダム」）と呼ぶ。1988年（昭和63年）には限られた小地域に対する治水・利水を目的にした小規模な都道府県管理ダムに対して建設費の国庫補助が受けられる制度も導入された。このようにダムを「小規模生活貯水池」と呼び、湛水面積も小規模なことから水没補償を最小限に抑制可能として最近多く建設されている。
現在、日本におけるダムの総数は完成・施工中を合わせたものとして2つの統計がある。一つは一般財団法人日本ダム協会が集計したもので完成2,699箇所、施工中193箇所の合計2,892箇所。もう一つは一般社団法人日本大ダム会議が国際大ダム会議ダム台帳・文書委員会に提出した3,045箇所である。

## 関連法令
ダムに関係する法律は河川法を始め様々な法令が存在しており、直接的・間接的に影響を及ぼしている。下表はその主だった法令の一覧である（廃止あるいは改名されたものも含む）。現在は、法律の他「公共事業評価委員会」「河川流域委員会」等の第三者機関からの評価も受け、合意がなければダム事業（調査・建設等）ができない仕組みとなっている。
ダムはこうした法令を根拠に「河川総合開発事業」「河川整備基本計画」（国土交通省および都道府県土木部局）、「水資源開発基本計画」（フルプランとも呼ばれる。水資源機構）、「土地改良事業」「かんがい排水事業」（農林水産省および都道府県農林水産部局）に基づいて計画され、建設される。
| 法令                     | 施行年 | 内容 |
| ------------------------ | ------ | --- |
| 河川法                   | 1964年 | 主に利水を目的とするダムの基準を定めたほか、管理、治水に対する責務などを規定する。ダム関連法規の基礎法律。細則として河川法施行令がある。   |
| 河川管理施設等構造令     | 1976年 | 多目的ダム・治水ダムといった治水目的を有するダムの基準や管理規定などを定めた政令。                                                         |
| 特定多目的ダム法         | 1957年 | 国土交通省が施工・管理する多目的ダム（特定多目的ダム）について施工・管理などに関する基準を定めた法律。                                     |
| 水資源機構法             | 1962年 | 独立行政法人水資源機構（旧水資源開発公団）が管理する多目的ダムの施工・管理などに冠する規定を定めた法律。                                   |
| 土地改良法               | 1949年 | 灌漑整備を目的としたダム（農林水産省直轄ダムなど）の根幹となる土地改良事業・かんがい排水事業に関する規定を定めた法律。                     |
| 水源地域対策特別措置法   | 1973年 | 水没物件が一定の基準を超えたダムに対して、損害を受ける地域への地域振興・住民補償に関する諸規定を定めた法律。                               |
| 電源三法                 | 1974年 | 水力発電を目的としたダム（電力会社管理ダムなど）が建設される自治体に対し、地域振興などを行うための諸規定を定めた法律群。                   |
| 国土総合開発法           | 1950年 | 現在の国土形成計画法。ダムを中心とした大規模広域総合開発計画を推進するために制定された法律。                                               |
| 電源開発促進法           | 1952年 | 大規模な電力開発を促進するために設立された電源開発の業務などを定めた法律。電源開発民営化に伴い廃止。                                       |
| 琵琶湖総合開発特別措置法 | 1972年 | 琵琶湖を中心とした淀川水系の治水・利水開発を目的に制定された法律。大戸川・丹生ダムなどが計画される基礎となった。                           |
| 沖縄振興開発特別措置法   | 1971年 | 現在の沖縄振興特別措置法。沖縄県における国直轄ダム管理に関する特例が定められている法律。同法に基づき内閣府沖縄総合事務局が代行管理を行う。 |
| 湖沼水質保全特別措置法   | 1984年 | 特定の湖沼に対して水質汚濁防止を図るための諸規定を定めた法律。人造湖では釜房湖が唯一指定されている。                                       |
| 土地収用法               | 1951年 | ダム建設に際して補償交渉が不調の際に行われる土地収用の根拠法律。                                                                           |
| 環境影響評価法           | 1997年 | 湛水面積100ヘクタール以上のダム建設に際して行われる環境モニタリングの根拠法律。同法の施行により環境保全対策が一段と厳格になった。          |

## 歴史

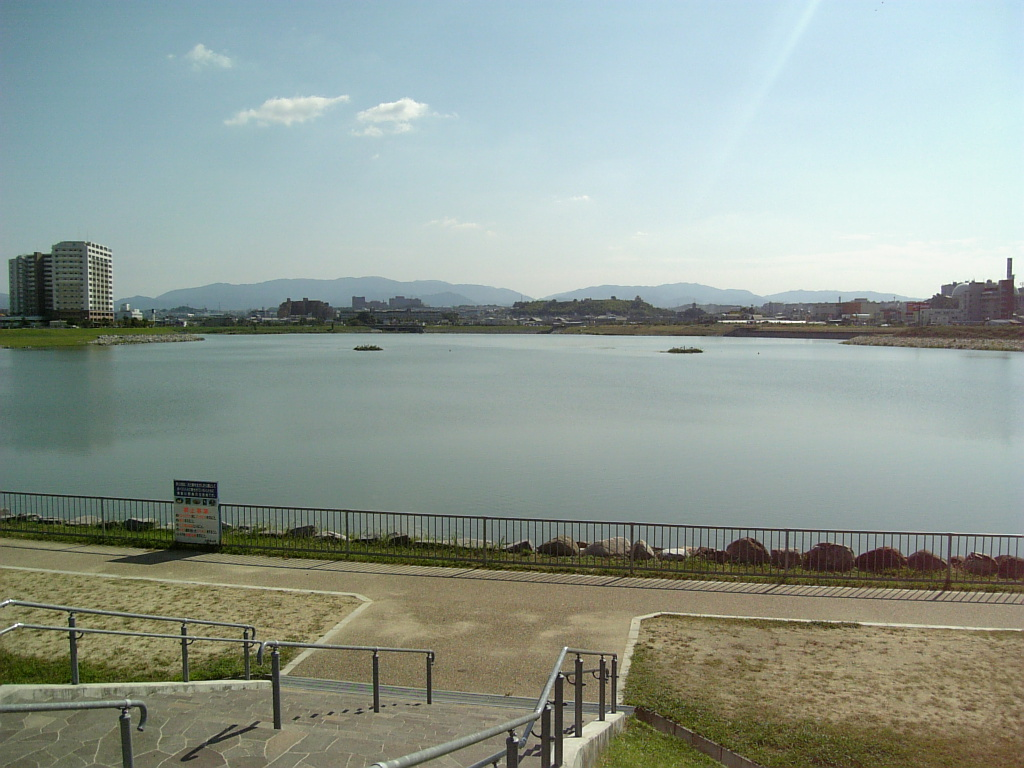
日本最古のダム・狭山池（西除川・大阪府）

詳細は日本のダムの歴史を、全年表は日本ダム史年表を参照。
日本のダムは、飛鳥時代の616年、ため池（アースダム）として河内国に造られた狭山池ダム（西除川など）に始まる。その後も、現代で言えばダムに当たる灌漑用ため池が各地の川に設けられた。明治時代の1891年、長崎市水道の水源として完成した本河内高部ダムが日本初の上水道専用ダム である。さらに1900年には日本初のコンクリートダムとして布引五本松ダム（生田川、神戸市）が造られ、近代ダム技術による大ダム時代に入っていった。
大正時代には木曽川、信濃川、天竜川などで水力発電開発が盛んに行われ、事業者としては福澤桃介や松永安左エ門らが有名である。この中で大井ダム（木曽川）、帝釈川ダム（帝釈川）、小牧ダム（庄川）等の大規模コンクリートダムが建設され、1938年には戦前で堤高が最も高い塚原ダム（耳川）の建設に発展する。なお、この時期は現存するダムが6基しかないバットレスダムの建設が集中しており、笹流ダム（笹流川）や丸沼ダム（片品川）が完成している。
戦後、国土総合開発法が1950年に施行されて以降、全国各地で「河川総合開発事業」が進められ、荒廃した国土の復興に貢献した。この中でダム、特に多目的ダムの役割は重要視され、1945年の沖浦ダム（青森県、現在は下流での浅瀬石川ダム建設により水没）完成以降、建設省（国土交通省の前身）や各地方自治体によって全国の河川に続々と建設された。また農林省（農林水産省の前身）は食糧増産を目的に加古川、九頭竜川等で「国営土地改良事業」を展開し、灌漑専用ダムを各地に建設。さらには増加する人口と高度経済成長を背景に水資源確保の必要性が高まり、1962年には水資源開発公団（水資源機構の前身）が発足。利根川、淀川等で水資源開発のためのダム建設を行った。
戦後の人口増加と経済発展で、水だけでなく電力の需要も高まり、水力発電の開発も進められた。日本発送電株式会社が1951年（昭和26年）の電力事業再編令により分割された9電力会社と1952年（昭和27年）発足した電源開発株式会社によって数多くの発電用ダムが建設された。特に、現在での日本最高の堤高を誇る黒部ダム（黒部川）を始め佐久間ダム（天竜川）、奥只見ダム（只見川）は日本土木史にも残る大事業となった。その後火力発電の隆盛で開発は下火となるが、1973年のオイルショックで一般水力発電が再評価されたほか、火力発電や原子力発電との連携が可能な揚水発電による大規模水力発電所が建設されるようになった。
だが、開発に伴う地域住民の犠牲はなおざりになっていた。これに風穴を開けたのが蜂の巣城紛争であり、これ以後、水源地域対策特別措置法を始めとして水源・水没地域の住民に対する法的保護が充実して行った。またダムは次第に本来の目的に加え観光名所としての側面を有するようになった。一方、公共事業に対する国民の厳しい目はダム事業に及び、1990年代以後はダム建設の中止や凍結が相次いだ。
また、環境問題への関心の高まりから、ダム建設による河川水量の減少や水質の悪化も重視されるようになり、利水面で水道需要の当初計画からの需要減少による「水余り」現象が目立ってくるに至って、長良川河口堰（長良川）や八ッ場ダム（吾妻川）、徳山ダム（揖斐川）、川辺川ダム（川辺川）といった利水・治水を目的とした大規模ダム事業への風当たりが厳しくなっていった。ついには田中康夫長野県知事（当時）による「脱ダム宣言」まで飛び出し、ダムが抱える様々な問題が広く知られるようになった。しかし東海豪雨、福井豪雨、新潟・福島豪雨といった大水害と、1994年と2005年の大渇水のように地球温暖化の影響ともいわれる気象災害により、治水面においてダムに対する再評価も始まるなど、意見は分かれている。
2009年の第45回衆議院議員総選挙での民主党の圧勝を受けて発足した民主党・社民党・国民新党連立政権（鳩山由紀夫内閣）による公共事業の縮小政策に伴う「八ッ場ダム」や「川辺川ダム」の建設中止が打ち出され、地元や流域の地方自治体との軋轢が生じている。

## ダム諸元に関する表記
諸元（しょげん）とは、高さや、重量などのいわゆる概要であり、「高さ」など呼称は下記の通り。またダムの名称は一般的に立地した土地の地名や河川の名が付けられるが、難読なものも多い。

### ダム本体の諸元
諸元の解説についてはダム#諸元を参照のこと

堤高・総貯水容量・湛水面積順の詳細は日本のダム一覧を参照のこと
| 諸元         | 日本での上位3ダム                                                                      | 数値                    | 単位 |
| ------------ | -------------------------------------------------------------------------------------- | ----------------------- | ---- |
| 堤高         | 黒部ダム（黒部川、富山県） 高瀬ダム（高瀬川、長野県） 徳山ダム（揖斐川、岐阜県）       | 186.0 176.0 161.0       | m    |
| 堤頂長       | 大谷内ダム（釜川、新潟県。） 東富士ダム（抜川、静岡県。） 沼原ダム（那珂川、栃木県。） | 1,780.0 1,597.5 1,597.0 | m    |
| 堤体積       | 丹生ダム（高時川、滋賀県） 徳山ダム 胆沢ダム（胆沢川、岩手県）                         | 13,900 13,700 13,500    | 千m3 |
| 総貯水容量   | 徳山ダム 奥只見ダム（只見川、福島県・新潟県） 田子倉ダム（只見川、福島県）             | 660,000 601,000 494,000 | 千m3 |
| 有効貯水容量 | 奥只見ダム 田子倉ダム 徳山ダム                                                         | 458,000 370,000 351,400 | 千m3 |
| 集水面積     | 宮中取水ダム（信濃川、新潟県） 揚川ダム（阿賀野川、新潟県） 船明ダム（天竜川、静岡県） | 7,841.0 6,728.0 4,895.0 | km2  |
| 湛水面積     | 雨竜第一ダム（雨竜川、北海道） 夕張シューパロダム（夕張川、北海道） 徳山ダム           | 2,370.0 1,510.0 1,300.0 | ha   |

### 型式
型式の概説はダム#型式一覧を、詳細な解説は各型式のリンクより参照。
日本のダムで採用されているダムの型式は以下の通りである。専門書では略号で表されることが多い。地震の多い日本においてはダム型式における耐震理論が世界で最も進んでいる国の一つである。
なお、数値は2012年現在日本国内における既設・未設のダム（河川法・河川管理施設等構造令で規程されている堤高15メートル以上のもの）を集計している。数値にはダム再開発事業によるかさ上げなどの再開発を施工しているダムを含み、型式未記入・不明の11基は除外している。
| 分類                                     | 小分類                                   | 略号 | 基数  | 主なダム（高さ順3位まで）                                            |
| ---------------------------------------- | ---------------------------------------- | ---- | ----- | -------------------------------------------------------------------- |
| 重力式コンクリートダム                   | 重力式コンクリートダム                   | G    | 1,082 | 奥只見ダム（只見川）、宮ヶ瀬ダム（中津川）、浦山ダム（浦山川）       |
| 中空重力式コンクリートダム               | 中空重力式コンクリートダム               | HG   | 14    | 畑薙第一ダム（大井川）、井川ダム（大井川）、内の倉ダム（内の倉川）   |
| アーチ式コンクリートダム                 | アーチ式コンクリートダム                 | A    | 55    | 黒部ダム（黒部川）、温井ダム（滝山川）、奈川渡ダム（犀川）           |
| 重力式アーチダム                         | 重力式アーチダム                         | GA   | 12    | 新成羽川ダム（成羽川）、二瀬ダム（荒川）、阿武川ダム（阿武川）       |
| マルチプルアーチダム（多連式アーチダム） | マルチプルアーチダム（多連式アーチダム） | MA   | 2     | 大倉ダム（大倉川）、豊稔池ダム（柞田川）                             |
| バットレスダム                           | バットレスダム                           | B    | 6     | 丸沼ダム（大滝川）、笹流ダム（笹流川）、恩原ダム（恩原川）           |
| アースダム（アースフィルダム）           | アースダム（アースフィルダム）           | E    | 1,178 | 清願寺ダム（免田川）、大久保山ダム（大久保川）、深田ダム（多田野川） |
| ロックフィルダム                         | 土質遮水壁型ロックフィルダム             | R    | 305   | 高瀬ダム（高瀬川）、徳山ダム（揖斐川）、奈良俣ダム（楢俣川）         |
| ロックフィルダム                         | コンクリートフェイシングフィルダム       | CFRD | 6     | 南摩ダム（南摩川）、皆瀬ダム（皆瀬川）、野反ダム（中津川）           |
| ロックフィルダム                         | アスファルトフェイシングフィルダム       | FA   | 16    | 八汐ダム（鍋有沢川）、深山ダム（那珂川）、大瀬内ダム（大瀬内谷川）   |
| ロックフィルダム                         | コンクリートコアフィルダム               | FC   | 1     | 武利ダム（武利川）                                                   |
| コンバインダム（複合型ダム）             | コンバインダム（複合型ダム）             | GF   | 22    | 竜門ダム（迫間川）、忠別ダム（忠別川）、大川ダム（阿賀野川）         |
| 台形CSGダム                              | 台形CSGダム                              | CSG  | 7     | 鳥海ダム（子吉川）、本明川ダム（本明川）、三笠ぽんべつダム（奔別川） |

### 利用目的
主な利用法としては下記の用途がある。専門書等ではアルファベット一文字で表記されることが多い。上水道、灌漑、工業用水道の用途は「利水」として総称されることがあり、降雨や融雪などにより河川流量の豊富な時期（豊水期）に水量を貯水しておき渇水期において水源として利用する
単独目的のものも多いが、下記のいくつかの目的を兼ね備えるダムもあり、これらは多目的ダムと呼ばれる。大規模なものが多い。
| 用途 | 略号 | 目的             | 解説 | 凡例                                                                                           |
| ---- | ---- | ---------------- | --- | ---------------------------------------------------------------------------------------------- |
| 治水 | F    | 洪水調節         | 計画した水量を超えないように、水量を調節し洪水被害を軽減する。詳細は洪水調節を参照。 | 特定多目的ダム 補助多目的ダム 水資源機構管理ダム 治水ダム                                      |
| 治水 | N    | 不特定利水       | 特定された事業者を対象としない用水供給。通常は慣行水利権者が古くより取水していた水量の補給、または河川の正常かつ一定流量を維持することで魚類など河川生態系の保護を目的とする（河川維持放流）。治水のカテゴリに属し、利水の扱いにはならない。このため洪水調節・不特定利水の2目的しかないダムは多目的ダムには該当しない。 | 特定多目的ダム 補助多目的ダム 水資源機構管理ダム 治水ダム 品木ダム（湯川） 坂本ダム（碓氷川）  |
| 利水 | W    | 上水道           | 上水道用水を確保し、供給する。 | 小河内ダム（多摩川） 布引五本松ダム（生田川） 笹流ダム（笹流川） 牧の内ダム（コタンケシ川）    |
| 利水 | I    | 工業用水         | 臨海工業地帯・内陸工業地域等の工場操業などに欠かせない用水を供給する。 | 庶路ダム（庶路川） 幌別ダム（胆振幌別川） 府中ダム（綾川） 河内ダム（板櫃川）                  |
| 利水 | A    | かんがい         | 特定の農業促進事業 に対して農業用水を供給する。概して新規農地開拓を目的とするため、慣行水利権分の農業用水を供給する不特定利水とは対象農地が異なる。 | 美生ダム（美生川） 厚真ダム（厚真川） 岩洞ダム（丹藤川） 大迫ダム（紀の川） 北山ダム（嘉瀬川） |
| 利水 | P    | 発電             | 発電出力を調節するために貯水を行い、必要に応じ発電を行う。上流の大規模発電用ダムからの発電用放流を貯留し、下流の河川流量の維持・均等化を図ることを目的とした発電用貯水池・ダムを特に「逆調整池」と呼ぶ。 | 糠平ダム（音更川） 多々良木ダム（円山川） 黒部ダム 佐久間ダム（天竜川）                        |
| 利水 | R    | レクリエーション | ダムを観光・スポーツの目的に使うもの。ローイング競技（ボート競技）での水位維持、オリエンテーリングなど。日本には現在3ヶ所しかなく、完成・運用されているのは石井ダム（兵庫県）1基のみである。 | 長沼ダム（迫川） 武庫川ダム（武庫川） 石井ダム（烏原川）                                       |
| 利水 | S    | 消流雪用水       | 冬季、積雪を溶かす消雪パイプや流雪溝に必要な水量を供給するもの。富山県を中心に北陸地方のダムにのみ限定した目的である。 | 境川ダム（境川） 城端ダム（山田川） 久婦須川ダム（久婦須川）                                   |

### 利水ダムの分類
ダムの内、洪水調節機能を持たない利水ダムについては河川法第44条から第51条の「ダムに関する特則」において分類を行っている。これは洪水調節機能のない利水ダムが集中豪雨や台風による洪水において放流を行った際に、下流への災害を抑止することを目的に定めたものである。諸元には表立っては出てこないが、便宜上ここに記載する。
すなわち、利水ダムは洪水の時ダム湖に流入した水量をそのまま調節せずに放流するのが一般的である。しかしこの操作がダムのない状態に比べて下流への洪水到達速度を速めることにより下流への被害拡大を増大させる危険性があり、特に大容量貯水池を擁する水力発電用ダムでその可能性が高くなる。また土砂運搬の多い河川においてはダム湖上流部が堆砂（たいさ）で埋まることで河床が上昇、それにより上流部への洪水被害が増幅するという危険性をはらんでいる。このため河川法の規定により利水ダムでは「利水ダムを設置する者は、河川の従前の機能を維持するために必要な施設を設け、またはこれに代わる措置をとること」という条項が明記されており、電力会社を始めとする利水事業者は洪水対策などの措置を採らなければならないとされている。こうした措置を取らなければならないダムの具体的な分類については、二つ存在する。

#### 河川法施行令による分類
一つは河川法と同時に施行された河川法施行令（昭和40年2月11日政令14号）第1章第23条において定められており、これにはダムの設置状況に応じた形で「河川の従前の機能を維持するために必要な施設・措置」を取らなければならないとされる。以下の説明は条文の原文を基に解説する。
| 分類       | ダムの種類 | 洪水時の対策（施行令第24条に拠る） |
| ---------- | --- | --- |
| 第一号ダム | 洪水吐ゲートを有するダムで、ダムによって形成されるダム湖の湛水区間の総延長 が10キロメートル以上であるもの。                                                                            | ダム設置に伴い上流における河床・水位の上昇により災害が発生するおそれがある場合、ダムの管理者は必要に応じて堤防の新改築、盛土、河床浚渫、貯水池末端（上流端）における自然排砂を促進させるため、予備放流やそれに準じた措置をしなければならない。 ただしダムの設置に伴い下流の洪水流量が著しく増加し、災害が発生するおそれがある場合ダムの管理者はサーチャージ方式、制限水位方式または予備放流方式のうちいずれかにより、放流に伴う増加流量を調節することが可能な貯水容量を確保しなければならない。 |
| 第二号ダム | 河川に沿って30キロメートル以内の間隔で建設される二箇所以上のダムにおいてダム湖の湛水区間の総延長の和が15キロメートル以上である場合、それら複数のダムのうち、洪水吐ゲートを有するもの。 | ダム設置に伴い上流における河床・水位の上昇により災害が発生するおそれがある場合、ダムの管理者は必要に応じて堤防の新改築、盛土、河床浚渫、貯水池末端（上流端）における自然排砂を促進させるため、予備放流やそれに準じた措置をしなければならない。 ただしダムの設置に伴い下流の洪水流量が著しく増加し、災害が発生するおそれがある場合ダムの管理者はサーチャージ方式、制限水位方式または予備放流方式のうちいずれかにより、放流に伴う増加流量を調節することが可能な貯水容量を確保しなければならない。 |
| 第三号ダム | 第二号に掲げるダム以外のダムで基礎地盤から越流頂までの高さが15メートル以上、すなわち河川法で規定されるダム。                                                                           | ダム設置に伴い上流における河床・水位の上昇により災害が発生するおそれがある場合、ダムの管理者は必要に応じて堤防の新改築、盛土、河床浚渫、貯水池末端（上流端）における自然排砂を促進させるため、予備放流やそれに準じた措置をしなければならない。 |

これに基づき施行令第25条から第31条においては雨量観測や放流操作、放流前の事前連絡など事業者が行うべき条項が定められ、これに基づき事業者は利水ダムにおける洪水時の放流対策を図ることになっている。ただし具体的なダムの名称までは規定されているわけではない。

#### 河川局長通達による分類
指定ダムの詳細については電力会社管理ダムを参照。
もう一つは1966年（昭和41年）5月17日に当時の建設省河川局が実際の河川管理を行う各地方建設局と都道府県知事に宛てて通達した、建設省河川局長通達・建河発第一七八号がそれである。この通達においては河川法で規定された「ダムに関する特則」の運用規定をより細かく定め、河川法第26条の許可を受けて設置される高さ15.0メートル以上のダム、すなわち利水ダムについて具体的なダム名を挙げて分類している。分類については前述の河川法施行令第23条を基本に、放流による下流への影響度、堆砂による上流への影響度、及びゲート運用など放流操作の複雑さに応じて第一類から第四類までダムを分類している。
詳細については下記の表に記す。おおむね第一類は大容量貯水池を擁する発電専用ダムが、第二類は大河川の中流部に建設されているダムが、第三類はゲートの数が多いダムが対象となっている。なお第四類については小規模なダムのほか、多目的ダム・治水ダムといった洪水調節機能を有するダムが指定されている。以降、利水ダムは完成後いずれかの分類に指定されるが、ダムを取り巻く周辺状況の変化によっては分類指定が変更されることがある。例えば静岡県の天竜川に建設された秋葉ダムは通達発令当時には第一類に指定されていたが、現在は第三類に指定が変更となっている。この分類については各事業者がそれぞれの管理ダムにおける指定状況を把握しているが、日本全国にあるダム全てを明記した文献は明らかになっていない。
| 分類       | 解説 | 指定ダム |
| ---------- | --- | --- |
| 第一類ダム | 設置に伴い通常時に比べて洪水流下速度の増大などが発生し下流の洪水流量が著しく増加するダムで、結果発生する水害を防止するために増加流量を調節することができると認められる容量をダム湖に確保することで、洪水に対処する必要があるダム。                                                 | 雨竜第一（雨竜川）、奥只見・田子倉（只見川）、須田貝（利根川）、奈川渡・水殿（犀川）、高瀬・七倉（高瀬川）、牧尾（王滝川）、御母衣（庄川）、畑薙第一・井川（大井川）、佐久間（天竜川）、風屋（熊野川）、池原（北山川）、長沢（吉野川）、上椎葉（耳川）、一ツ瀬（一ツ瀬川）などのダム。 |
| 第二類ダム | 堆砂によりダム湖上流の河床が上昇したダム、またはダム管理者が貯水池の敷地として所有権を取得した土地面積の広さが十分でないダムで、洪水時にその上流の水位上昇による水害を防止するため、ダム湖の水位を予備放流水位として夏季に事前に放流して水位を下げ、洪水に対処する必要があるダム。 | 上郷（最上川）、新郷（阿賀野川）、片門（只見川）、泰阜・平岡・船明（天竜川）、落合・大井・笠置（木曽川）などのダム。 |
| 第三類ダム | 貯水池の容量に比して洪水吐の放流能力が大きいダムか、あるいは洪水吐ゲートの操作方法が複雑であるダムで、ダム湖の水位を予備放流水位として夏季にあらかじめ放流し水位を下げ洪水に対処することが、水害の防災上において適切と認められるダム。                                             | 鹿瀬（阿賀野川）、黒部（鬼怒川）、二居（清津川）、宮中取水（信濃川）、稲核・生坂・水内（犀川）、菅平（神川）、畑薙第二・奥泉（大井川）、秋葉（天竜川）、浜原（江の川）、夜明（筑後川）、瀬戸石（球磨川）などのダム。                                                                   |
| 第四類ダム | ダム湖の水位を常時満水位（ダム湖が満水になる通常の水位）として洪水に対処しても、放流による流域への影響がなく水害の防災上支障がないダム。 | 聖台（宇莫別川）、大鳥（只見川）、玉原（発知川）、間瀬（間瀬川）、黒又川第一・黒又川第二（黒又川）、カッサ（カッサ川）、野反（中津川）、田代（大井川）などのダム。および治水目的を有する多目的ダム・治水ダム。                                                                         |

この項目は冒頭に記され、指定ダムについては最後に記されている。残りの内容についてはおおむね河川法施行令と同一であるが、より細かい規定がされている。なお、こうした二つの規定により利水ダムは河川が持つ従前の機能を維持することが求められ、各ダム毎に操作規定を定めて対処する必要が生じた。積極的な治水の責任はないものの、多目的ダムなどと連携して洪水調節を行うことがある。
一例として2006年（平成18年）7月に長野県を襲った平成18年7月豪雨において、信濃川水系最大の支流である犀川の氾濫を防ぐため、特定多目的ダムである大町ダム（高瀬川）と東京電力が管理する犀川上流・高瀬川上流の発電用五ダム連携治水操作がある。犀川上流の奈川渡ダム（第一類）、水殿ダム（第一類）、稲核ダム（第三類）と高瀬川上流の高瀬ダム（第一類）、七倉ダム（第一類）は発電目的しか持たないが、犀川の水位が危険な状態に陥ったため河川管理者である国土交通省北陸地方整備局と長野県（当時の管理者は田中康夫長野県知事）の要請を受け空き容量を利用して上流からの洪水を貯留し特例の洪水調節を行った。この結果犀川流域では堤防決壊や越流による浸水被害をほぼ皆無に抑えている。

### 事業者（事業主体）
ダムの建設発注及びダムを管理する事業主。戦後における事業者としては下記のものが中心となっている。複数の事業者による共同管理をするものもある。管理が国から地方自治体に移行したダムもある。
| 事業主体   | 主な組織 | 凡例                   |
| ---------- | --- | ---------------------- |
| 国土交通省 | 北海道開発局開発建設部、地方整備局（東北・関東・北陸・中部・近畿・中国・四国・九州）、沖縄総合事務局開発建設部           | 国土交通省直轄ダム一覧 |
| 農林水産省 | 北海道開発局農業水産部、地方農政局（東北・関東・北陸・東海・近畿・中国四国・九州）、沖縄総合事務局農業水産部             | 農林水産省直轄ダム一覧 |
| 水資源機構 | ダム事業部・水路事業部                                                                                                   | 水資源機構所管ダム一覧 |
| 都道府県   | 企業局、企業庁、土木部局 など                                                                                            | 主な都道府県営ダム一覧 |
| 市町村     | 水道局 | 市町村営水道用ダム一覧 |
| 電力会社   | 電源開発、北海道電力、東北電力、東京電力、北陸電力、中部電力、関西電力、中国電力、四国電力、九州電力、その他電気事業者。 | 電力会社管理ダム一覧   |
| 民間企業   | 東日本旅客鉄道、王子製紙、新日本製鐵、日本軽金属、旭化成、昭和電工、JNC、新日本電工など                                  | 民間企業所有ダム一覧   |

### その他
施工業者ダム本体工事のみに関わった施工業者を指す。多くは大手建設会社（ゼネコン）であるが、大規模なダムでは1社単独で施工した事実は少なく、逆に複数の企業による共同施工（共同企業体：JV）となる実態がほとんどである。
着工年・竣工年着工年とはダム事業が着手された（実施計画調査の着手）年であり、事前に実施された予備調査開始年や本体工事着手年が起点ではない。竣工（しゅんこう）年とはダム本体が完成した年度を指し、その後運用に向けての周辺整備を実施するので大体においては正式な完成年（運用開始年）とは1年間から2年間程度ずれ込む。基本的に多目的ダムなどの河川総合開発事業関連ダム（国土交通省・水資源機構・各都道府県）および農林水産省直轄ダムでは、事業費の最終計上年をもって竣工年とし、電気事業者（電力会社）では水力発電所の運用開始年（一部運用を含む）、利水専用ダムでは許認可を受けた年を竣工年とする。

## ダム問題
日本においては近年ダム事業に対する賛否が多く論じられている。大別すると生態系・水環境・植生などの「環境」と、国・地方ともに財政難である中の「公共事業の可否」である。さらに水没による観光資源（名所・旧跡、名勝）の喪失や、水没地域の住民が移転などにより生活基盤を破壊されることも問題になる。ダム事業に対する代替案も事業者・反対派から出されるようになっているが、一部のダムでは地元・下流域からの猛烈な反対運動、あるいはそのための討論・議論・補償交渉の長期化、さらには環境影響評価法による厳格な環境調査が義務付けられたことにより、ダム事業長期化が起こっている。
このため当初の予定より大幅な事業進捗遅延が特に大規模ダムで起こっており、このことがさらにダム事業への批判を呼んでいる。このような長期化しているダム事業は、事業費高騰の第一要因であることから「公共事業見直し」の対象になりやすく、事実全国で100ヶ所近くのダム事業が休止・中止となっている。ダム問題は各論が単体で存在するのではなく、複数の問題が複雑に絡み合う形で存在している場合がほとんどで、これが事業の長期化に拍車を掛けていると言われており、拙速にならない程度に早期に議論を集約し結論を出すことが、事業費高騰を抑制する上でも必要といわれており、今後の課題となっている。
個々の問題点については下記の各記事を参照のこと。
- ダムと環境
- ダム建設の是非
- 日本の長期化ダム事業
- 中止したダム事業
- ダムの代替案

### 日本のダム事故
- 入鹿池決壊事故（入鹿切れ）（愛知県・五条川。アースダム。1868年・明治元年）
大雨によって堤体が越流・決壊。下流の住民941人が死亡し行方不明者多数。明治以降における日本のダム事故において最悪の被害を出す。事故前にさまざまな怪奇現象が報告されたとの伝承がある。
- 小諸発電所第一調整池決壊事故（長野県・信濃川（千曲川）・バットレスダム。1928年・昭和3年）
建設された場所の基礎地盤が不良であったために、崩壊。５人が死亡。その後場所を改めて再建されるがこれはアースダムであり、バットレスダムとしては現存せず。跡地は公園となっている。
- 幌内ダム決壊事故（北海道・幌内川・重力式コンクリートダム。1941年・昭和16年6月6日）
建設時の施工ミスと流木によるゲート閉鎖が原因で、豪雨の際に堤体中央部から貯水が越流・決壊。下流の住民60人が死亡。ダムは1953年（昭和28年）再建されたがその後利用目的が喪失したため1973年（昭和48年）廃止され、砂防堰堤として現存。
- 平和池水害（京都府・年谷川・アースダム。1951年・昭和26年7月11日）
当日未明から降り出した大雨で、灌漑用ため池の平和池が決壊して下流部の集落を濁流が呑みこみ、南桑田郡篠村（現亀岡市篠町）の柏原地区で死者・行方不明者75人、他の地域を合わせて計114人が死亡する大惨事となった。流された遺体の中には、保津峡・桂川・淀川を流れ下って兵庫県明石市の海岸で発見されたものもあった。現在はため池もダムも現存しない。
- 夜明ダム決壊事故（福岡県 - 大分県・筑後川・重力式コンクリートダム。1953年・昭和28年6月）
九州北部に壊滅的被害を与えた昭和28年西日本水害の際、筑後川の濁流がダム両岸より越流し崩壊。ダム本体の水門も破壊された。福岡・大分両県による調査も行われたが、ダム決壊によって下流の水害が増幅されたという推測は否定された。ダムは現存し稼働している。
- 大正池決壊事故（京都府・玉川・アースダム。1953年・昭和28年8月14日）
「集中豪雨」という語句の初見となった南山城豪雨（参考）により、下流のため池と共に越流・決壊。105人が死亡した。ダムはその後1960年（昭和35年）に再建され、1999年（平成11年）には重力式コンクリートダムとして改良され稼働している。
- 和知ダム第三ゲート崩壊事故（京都府・由良川・重力式コンクリートダム。1967年・昭和42年7月）
ダム完成の一月後、ゲートを支える鉄柱の強度不足によって突如ゲートが破損・崩壊。貯水が全て流出、下流で釣り人が1人死亡した[9]。原因が特定されるまで運用は差し止められ、管理者である関西電力は1年後の1968年（昭和43年）12月に稼働を再開した。
- 藤沼ダム決壊事故（福島県・江花川・アースダム。2011年・平成23年3月11日）
東日本一帯に甚大な被害を与えた東北地方太平洋沖地震により、堰堤が崩壊し貯水が全て流出。下流で8人が死亡もしくは行方不明[10] となった。

### 日本のダム事件・訴訟
- 庄川流木事件（岐阜県 - 富山県・庄川・小牧ダム。1918年・大正6年 - 1933年・昭和8年）〔小牧ダム#庄川流木争議も参照されたい〕
庄川水力電気[注釈 17] が小牧ダムを建設することで、木材流送（上流で伐採した木材を河川に流して輸送する方法。木流しとも）が不可能になることに反発した平野増吉率いる飛州木材が慣行流木権を根拠として激しく争った事件。行政訴訟（堰堤実施設計認可取消請求ほか3件）では流木権は一応認められたがダム建設に係る認可処分の取り消しは認められなかった[11]。民事訴訟（流木権確認並びに妨害排除請求事件）でも慣行流木権が認められたが、流木権を基礎とした妨害排除請求としてのダムの撤去請求は認められず、またダムの撤去に代替する損害賠償800万円の損害賠償請求も認められず、たださしあたりの損害賠償として20万円の損害賠償が庄川水力電気に命じられただけであった[12]。但し、この20万円の損害賠償は、飛州木材の流木が反覆して妨げられるたびに請求可能とされ、電力会社側にとっては実質的には飛州木材との間に早急に事態の解決協議を迫るものであった。電力会社は直ちに控訴した。大阪控訴院への控訴直後に飛州木材の実質的な大株主であった三代目乾新兵衛が急逝したため、その長男（四代目乾新兵衛・乾新治）に対し大同電力の副社長増田次郎を通じて飛州木材の株式の買い取りを打診、電力会社側は株式の買い取りに成功し平野増吉を飛州木材の取締役から解任した。飛州木材には電力会社側の意を汲んだ者たちが送り込まれ、彼らと庄川水力電気・昭和電力[注釈 18]・神岡水電[注釈 19] との間で和解が成立した。既に大阪控訴院に係属していた控訴は取下げられ、失業補償と岐阜県管内における代替道路（当時は「百万円道路」と呼ばれた。戦後になってから全通工事が実施され国道156号となる）が建設された。実質的な被告である日本電力や大同電力[注釈 20] の徹底抗戦の姿勢が訴訟を8年間（大正15年5月の行政訴訟提起から昭和8年8月の民事訴訟の控訴取下げまで）も長期化させた。日本におけるダム訴訟のはしりであり、行政事件訴訟法の事情判決制度（31条）の創設のきっかけとなった訴訟事件でもある。
- 宮田用水事件（岐阜県－愛知県・木曽川・大井ダム。1924年・大正13年 - 1939年・昭和14年）
福澤桃介率いる大同電力[注釈 21] が大井ダムを建設することで、濃尾平野の約17,000ヘクタールに及ぶ農地に用水を供給する宮田用水・木津用水の取水が困難になることに反発した農民が、江戸時代から続く慣行水利権を主張して争った事件。大同電力側も河川法で許可された発電用水利権を盾に15年間抵抗したが、1939年に電力側が今渡ダムを建設して用水の取水量を確保することで和解が成立した。
- 田子倉ダム補償事件（福島県・只見川・田子倉ダム。1953年・昭和28年）
電源開発が建設する田子倉ダムによって水没する田子倉地区[注釈 22] の住民が、福島県知事を通じ電源開発に高額の補償を要求。電源開発がこれに応じたことが報道で明るみに出た事件。建設省・通商産業省の反発で撤回されたが、これ以降全国各地のダム水没補償交渉に多大な影響を与えた。
- 蜂の巣城紛争（大分県 - 熊本県・筑後川－津江川・松原ダム - 下筌ダム。1958年・昭和33年 - 1972年・昭和47年）
建設省の高圧的な態度に反発した室原知幸ら住民が、下筌ダム左岸に砦（蜂の巣城）を構えてダム建設に激しく抵抗した日本のダムの歴史上最大の反対闘争。基本的人権や財産権を盾に法廷闘争を繰り広げ、流血事件にまで発展した。公共事業と基本的人権保護の整合性を世に問い、水源地域対策特別措置法をはじめ以後のダム事業・公共事業に多大な影響を及ぼした。
- 二風谷ダム建設差し止め訴訟（北海道・沙流川・二風谷ダム。1993年・平成5年 - 1997年・平成9年）
アイヌ民族の聖地・沙流郡平取町二風谷が水没することに反発した萱野茂ら住民が、ダム建設の差し止めを訴えた訴訟。差し止めは却下されたがアイヌ民族の先住性がこの時認められた。これにより差別的法律といわれた北海道旧土人保護法が廃止され、アイヌ民族の長年にわたる悲願が達成された。
- 徳山ダム建設差し止め訴訟（岐阜県・揖斐川・徳山ダム。1998年・平成10年 - 2007年・平成19年）
日本最大級の多目的ダム・徳山ダムを巡り、水没地の徳山村住民ではなく下流である大垣市の市民団体が、ダムの建設中止を求めて事業者の水資源機構[注釈 23] と争った訴訟。一審・控訴審で原告は敗れ、最高裁に上告してダム建設は憲法違反と訴えたが、上告は棄却され敗訴が確定した。市民団体はダムが完成しても撤去を求め、争う構えを崩していない。
- 黒部川ダム排砂被害訴訟（富山県・黒部川・出し平ダム - 宇奈月ダム。2002年・平成16年 - ）
堆砂の根本的改善策として1991年（平成3年）から開始された出し平ダムの排砂により富山湾の漁獲高が減少、2001年（平成15年）には宇奈月ダムとの連携排砂も開始された。富山湾の漁民の一部はこれに反発、民事調停や公害紛争調停も行われたが不調に終わり、2002年に事業者の関西電力を相手に訴訟を起こす。関西電力及びダムを管理する国土交通省北陸地方整備局は洪水時に限定した排砂を行い影響の抑制を図っているが、現在係争中。
- 発電用ダムデータ改ざん事件（全国各地。2006年・平成18年 - 2007年・平成19年）
中国電力の土用ダムで発覚したダムデータの改ざんは、国土交通省や経済産業省のその後の調査で全国各地の水力発電所においても行われていたことが判明。東京電力では八汐ダムの不正取水が明るみに出て、2007年に河川法違反で塩原発電所運用停止という前代未聞の厳しい処分が下った。この問題はさらに原子力発電所のトラブル隠しにまで発展し、電力会社の信頼を失墜させる事態に陥った。

## ダムの無い河川
先述の通り日本には大小約2,700箇所のダムが建設されているが、ダムが建設されていない河川も存在する。こうした河川は「ダムの無い川」として自然環境が豊富であるとイメージが持たれるが、都市・平野部を主な流域とする都市河川では元々ダムに適した地形が存在せず、建設は不可能である。そのほか地質や地形、水没物件の多さ、費用対効果などの問題で建設が行われず、こうした河川においては河口堰や放水路、遊水池、堤防の建設などで治水に対処している。本川・支川共にダムが存在しない河川は少なく、本川には無くても山間部を流れる支川にダムが存在することが多い。またダムは無くても灌漑・水力発電用の取水堰は存在することが多く、河川施設が全く存在しない河川は希である。以下の表はダム（計画を含む）が存在しない水系の一例である。
| 地方   | 本川・支川の何れにもダムが存在しない水系                                                     | 本川には無いが支川にダムが存在する水系                                                   |
| ------ | -------------------------------------------------------------------------------------------- | ---------------------------------------------------------------------------------------- |
| 北海道 | 渚滑川、標津川、釧路川、歴舟川、楽古川、猿留川、日高幌別川、厚別川、白老川、遊楽部川、松倉川 | 湧別川、網走川、尻別川、鵡川、斜里川、安平川、日高門別川                                 |
| 東北   |                                                                                              | 奥入瀬川、馬淵川、久慈川、閉伊川、名取川、新田川、夏井川、米代川、雄物川                 |
| 関東   | 目黒川、鶴見川、早川                                                                         | 久慈川、夷隅川、酒匂川                                                                   |
| 中部   | 姫川、早月川、浅野川、狩野川、安倍川、天白川、日光川                                         | 国府川、片貝川、羽咋川、北川、富士川、菊川、庄内川                                       |
| 近畿   | 富田川                                                                                       | 員弁川、鈴鹿川、雲出川、櫛田川、円山川、加古川、揖保川、千種川、夢前川                   |
| 中国   | 高津川                                                                                       | 千代川、天神川、日野川、厚狭川                                                           |
| 四国   | 海部川                                                                                       | 土器川、香東川、重信川、四万十川                                                         |
| 九州   | 天降川、五十鈴川 (宮崎県)、坪井川、水俣川、仲間川                                            | 遠賀川、山国川、駅館川、多々良川、松浦川、川棚川、菊池川、大野川、番匠川、肝属川、比謝川 |

## 再開発
詳細はダム再開発事業を参照。
ダム事業の中には、既存のダム・貯水池を改良するか、あるいは直下流に新規にダムを建設することで治水機能や利水機能を維持・強化する事を目的とした事業がある。これらをダム再開発事業と呼ぶ。
前者では、特に明治・大正時代に完成したダムにおいて、完成より多年が経過したために堤体が老朽化したり、あるいはダム湖の堆砂によって有効な貯水機能の維持が困難になる例が見られる。このため、再開発事業の一環としてダム本体の修繕や放流設備の改修、貯水池の掘削・堆砂除去を行うことによって完成当時のダム機能を復活させる。このような再開発事業は治水・利水目的を付加する場合にも行われ、ダム本体のかさ上げや洪水処理機能の強化、貯水池を掘削するなどして有効貯水容量を増加させ、増加分を洪水調節容量や利水（上水道・工業用水・かんがい）容量に充当する。
後者では、主に洪水調節機能の強化が第一義の目的となる。ダム建設後も、たびたび計画された洪水調節流量を超える洪水が発生するなどして、そのままでは有効な治水対策が図れなくなる場合に検討される。堤防の建設や強化、河床掘削等の治水対策が何らかの理由で選択できず、かつ新規のダム建設が困難な場合に採用されやすい。この場合、たいていは既存のダムの直下流部またはダム本体を取り込む形で既存よりも大規模なダムを建設し、結果的にダム湖の容量を増大させて過去最大の豪雨に対処できるだけの洪水調節容量を確保することになる。利水目的も付随するかたちで計画されるが、あくまで主目的は洪水調節である。なお、このような再開発の場合は、既存のダムは新しいダムの堤体に取り込まれるか、あるいは水没してその役割を終える。前述の沖浦ダムが代表的であり、現在国土交通省直轄ダムを中心に全国各地で建設・計画されている。
国土交通省は2017年6月に「ダム再生ビジョン」を策定している。

## 治水以外の利用

### 観光

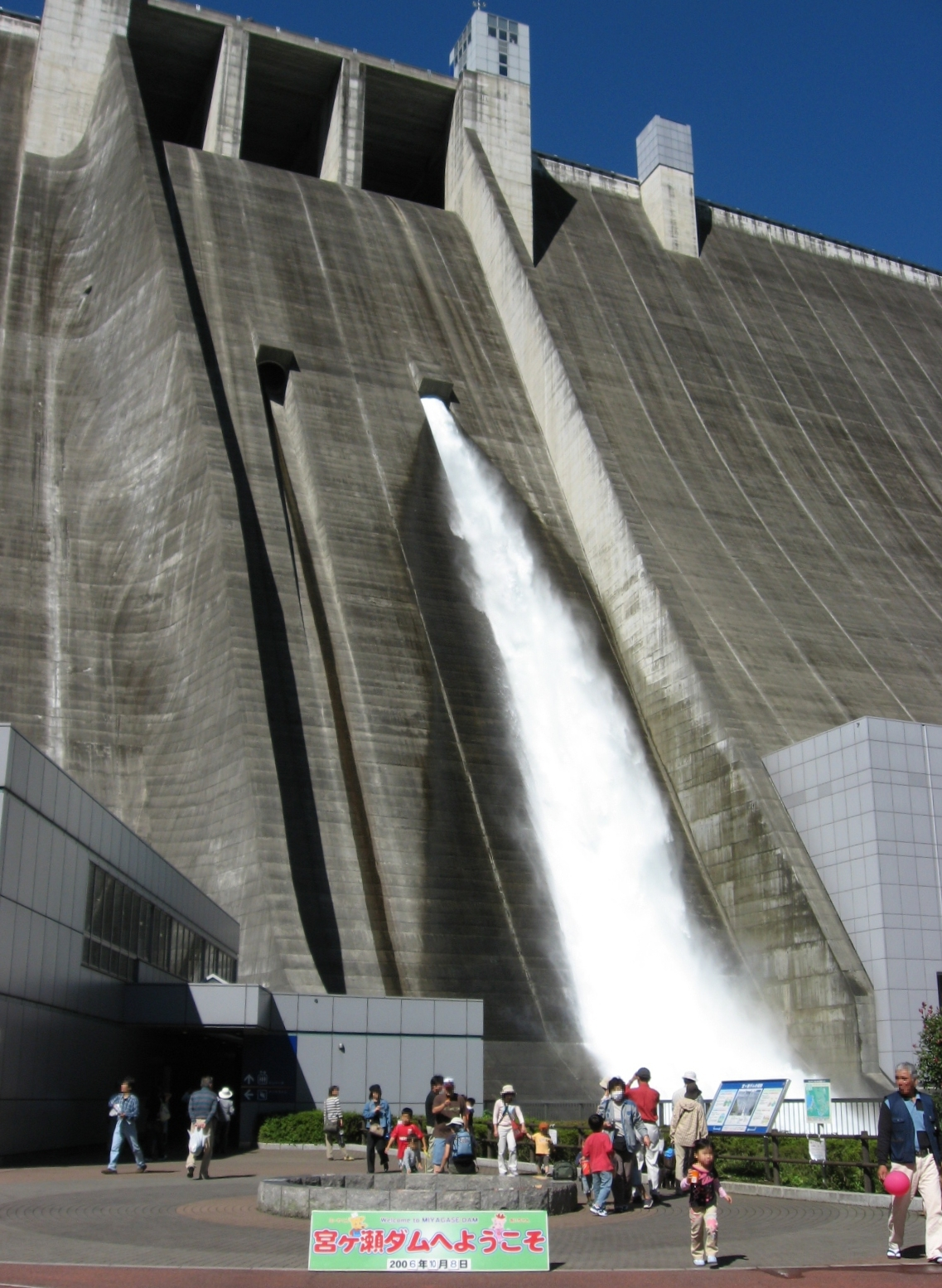
観光放流を行う宮ヶ瀬ダム（神奈川県）。首都圏内にあり都心からも近く年間100万人が訪れる。

ダムはあくまで治水・利水を主目的としているため積極的な広報は行われず、ダム事業の理解を妨げる一つの要因とも言われていた。しかし1973年（昭和48年）の水源地域対策特別措置法成立以降、ダム建設による不利益を被る水源地域への利益還元を目的として「ダム水源地周辺整備事業」が行われるようになった。一方電力会社管理ダムでは黒部ダム（黒部川）や有峰ダム（和田川）、佐久間ダム（天竜川）などのように当初から観光地としてダムを一般開放する傾向が見られた。またレジャーが多様化するなかでアウトドアレジャーの一環として河川を利用する国民が多くなり、ダムを訪れる観光客も見られるようになった。
胆沢ダム、阿木川ダムのようなロックフィルダムでは、ダムを山に見立てた堤体登山イベントも行われるようになっている。
1994年（平成6年）建設省は今まで閉鎖的であったダム管理を180度転換し、地域密着型のダム事業を目指して「地域に開かれたダム」事業を開始した。これは既設・未設を問わず全国の国直轄ダムと水資源開発公団管理ダムを対象に、地域に密着したダム事業を行うべく各管理所に一般開放や周辺整備に対する計画を提出するように指示した。これ以降各ダム管理事務所はダム湖の一般開放や地元自治体と一緒になっての周辺整備、漁業協同組合と共同しての漁業資源整備、花火大会やマラソン大会などレクリェーション事業の推進、ダム訪問者にダムをピーアールするためのダムカード配布など多角的なダム開放事業を展開した。この結果次第にダムに観光客が集まるようになった。特に神奈川県の宮ヶ瀬ダム（中津川）では隔週日曜日の観光放流実施やダム内部の開放、公園整備を行い年間100万人以上の観光地に成長。この他北海道の金山ダム（空知川）や岩手県の御所ダム（雫石川）、京都府の日吉ダム（桂川）でも年間50万人以上がダム及びダム周辺を観光に訪れ、広島県の灰塚ダム（上下川）では完成前の試験放流を行った一週間だけで約2万人が県内外から訪れた。
国土交通省調査によれば2003年（平成15年）におけるダム・ダム湖利用者延べ総数は約1385万人に達し、その数は調査開始後から増加している。こうした動きは都道府県営ダムも追随している。
- 2003年度ダム・ダム湖利用実態調査における観光客の多いダム[注釈 24]

| 順位 | 所在地   | 水系     | 河川     | ダム       | ダム湖     | 観光客数 (人) | 備考        |
| ---- | -------- | -------- | -------- | ---------- | ---------- | ------------- | ----------- |
| 1    | 神奈川県 | 相模川   | 中津川   | 宮ヶ瀬ダム | 宮ヶ瀬湖   | 1,348,000     | ダム湖百選  |
| 2    | 岩手県   | 北上川   | 雫石川   | 御所ダム   | 御所湖     | 1,103,000     | ダム湖百選  |
| 3    | 北海道   | 石狩川   | 空知川   | 金山ダム   | かなやま湖 | 738,000       | ダム湖百選  |
| 4    | 京都府   | 淀川     | 桂川     | 日吉ダム   | 天若湖     | 534,000       | ダム湖百選  |
| 5    | 福島県   | 阿武隈川 | 大滝根川 | 三春ダム   | さくら湖   | 434,000       |             |
| 6    | 群馬県   | 利根川   | 渡良瀬川 | 草木ダム   | 草木湖     | 432,000       | ダム湖百選  |
| 7    | 宮城県   | 名取川   | 碁石川   | 釜房ダム   | 釜房湖     | 395,000       | ダム湖百選  |
| 8    | 京都府   | 淀川     | 淀川     | 天ヶ瀬ダム | 鳳凰湖     | 351,000       | [ 注釈 25 ] |
| 9    | 山形県   | 最上川   | 置賜白川 | 白川ダム   | 白川湖     | 350,000       |             |
| 10   | 宮城県   | 阿武隈川 | 白石川   | 七ヶ宿ダム | 七ヶ宿湖   | 346,000       | ダム湖百選  |

（注）年間の観光客数である。

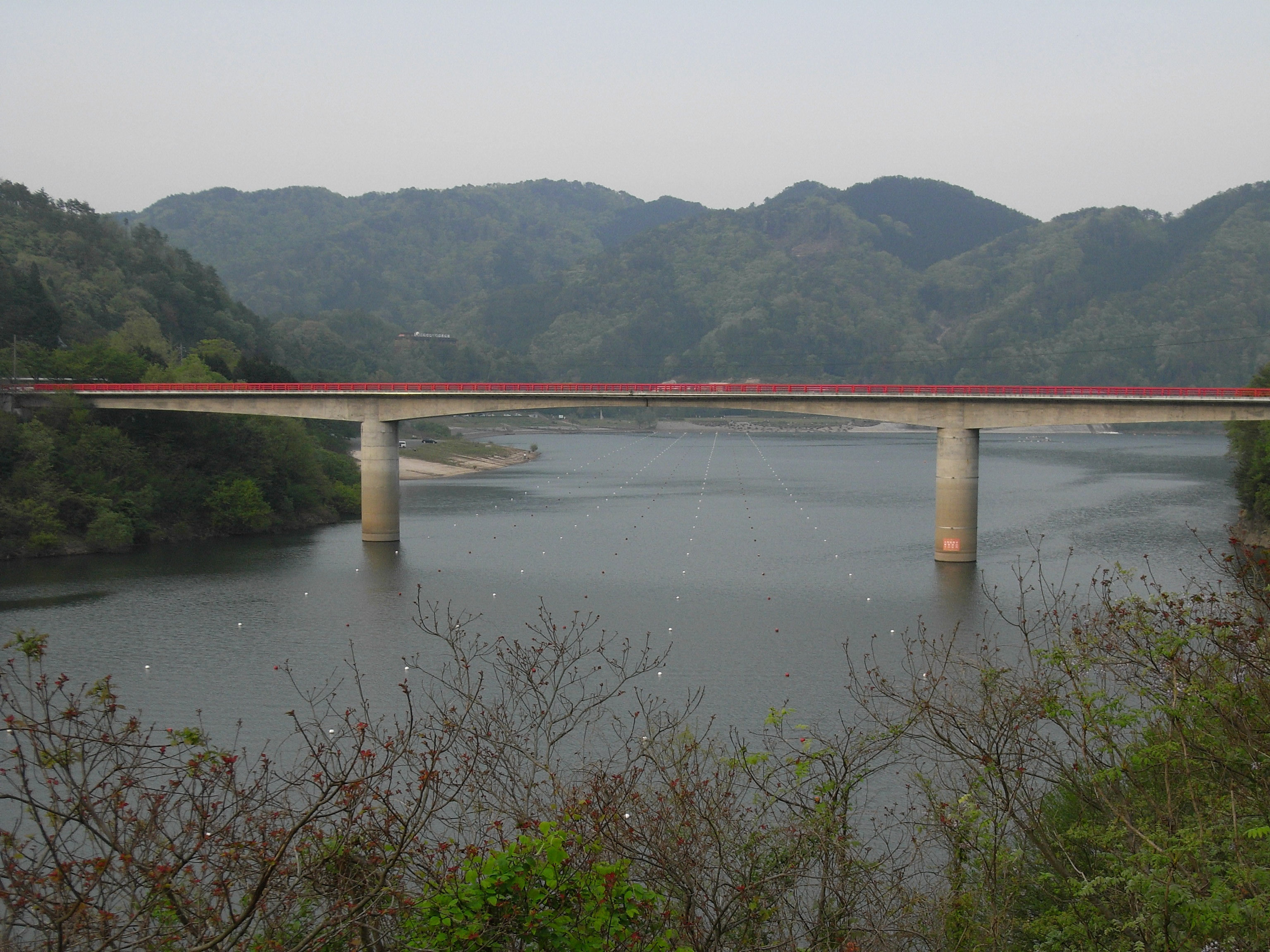
アジア競技大会広島大会でカヌー競技が行われた土師ダム（江の川）の人造湖・八千代湖（広島県）。橋の下にカヌーコースが整備されている。

またダム湖の開放という点ではダム湖の名称決定に地元の一般公募による募集で選定する傾向も近年では多く、2005年（平成17年）に全国68のダムが指定されたダム湖百選は地元自治体の推薦で選ばれている。スポーツではカヌー競技の漕艇場としてダム湖を開放している例が多い。この中には1964年東京オリンピックの公式コースに利用された神奈川県の相模ダム（相模川）や第12回アジア競技大会広島大会での公式コースとなった広島県の土師ダム（江の川）、国民体育大会やインターハイの会場として利用された静岡県の長島ダム（大井川）・船明ダム（天竜川）や岩手県の田瀬ダム（猿ヶ石川）などがある。さらにはカヌー競技の水深確保を目的としたダムとして長沼ダム（宮城県）が建設されるなど、カヌー競技とダムは密接な関係にもなっている。変わったところでは奈良県の布目ダム（布目川）が、日本の自転車ロードレースでは規模の大きいツアー・オブ・ジャパンの公式コースとなっている。またダム建設において大きな係争要因になる漁業資源についても、全国にワカサギの魚卵を提供している鹿沢ダム（群馬県）やブラックバスを観光資源にしている池原ダム（奈良県）のほか、イワナ、ヘラブナ、ワカサギ釣りなど多種多様な釣りのスポットとしてもダム湖は利用されている。ただしダム湖に限った話ではないが立ち入り禁止の場所（特にダム施設付近）や禁漁期間等、または特定外来生物の再放流（リリース）禁止等については十分留意する必要があり、また所轄の漁業協同組合の鑑札がなければ釣りはできないので注意が必要である。
こうしてダムの一般開放は年を追うごとに広まり、新潟県の内の倉ダム（内の倉川）や岐阜県の横山ダム（揖斐川）では中空重力式コンクリートダムの構造を利用してダム内部の中空部分を開放、内の倉ダムでは毎年中空内でコンサートまで開かれるようになった。また灰塚ダムや三重県の比奈知ダム（名張川）、岐阜県の小里川ダム（小里川）などでは通常は関係者しか入れないダム内部を点検するための通路である監査廊を開放するダムも続々現れている。2002年（平成16年）のアメリカ同時多発テロでいったんは開放を縮小することもあったが、観光のためにダムを一般開放する方向性は今後も続くとみられている。だがダム本体やダム湖にゴミを廃棄したり、禁止事項 を侵すと河川法や漁業法違反として処罰される。

### 自然公園とダム
ダムやダム湖の中には国立公園や国定公園、都道府県立自然公園に指定されているダムも多い。こうしたダム・ダム湖は地域の貴重な観光資源として重要な位置を占めている。だが所管する環境省は国立公園や国定公園において環境保護のためにマイカーの乗り入れ規制を近年強めており、この理由から幾つかのダムではマイカーで行くことができないダムがある。支笏洞爺国立公園に指定されている北海道の豊平峡ダムや中部山岳国立公園に指定されている富山県の黒部ダムでは手前の駐車場で駐車したあと電気バスなどでダムまで行く形になっており、同じく中部山岳国立公園に指定されている長野県の高瀬ダム（高瀬川）は下流の七倉ダムより徒歩、指定タクシー、ダムを管理する東京電力のピーアール館より発車する専用バスのいずれでしか行けない。

#### 国立公園指定
| 国立公園                 | 指定ダム |
| ------------------------ | --- |
| 大雪山国立公園           | 大雪ダム（石狩川）、十勝ダム（十勝川）、糠平ダム（音更川）、元小屋ダム（音更川）、富村ダム（トムラウシ川）、幌加ダム（幌加川） |
| 日高山脈襟裳十勝国立公園 | 札内川ダム（札内川）、奥新冠ダム（新冠川）、幌満川第三ダム（幌満川）                                                           |
| 支笏洞爺国立公園         | 豊平峡ダム（豊平川）、定山渓ダム（小樽内川）                                                                                   |
| 磐梯朝日国立公園         | 奥三面ダム（三面川） |
| 日光国立公園             | 深山ダム（那珂川）、五十里ダム（男鹿川）、川治ダム（鬼怒川）、黒部ダム（鬼怒川）、川俣ダム（鬼怒川）、中禅寺ダム（大谷川）     |
| 秩父多摩甲斐国立公園     | 小河内ダム（多摩川）、二瀬ダム（荒川）、滝沢ダム（中津川）                                                                     |
| 上信越高原国立公園       | 四万川ダム（四万川）、野反ダム（中津川）、笹ヶ峰ダム（関川）                                                                   |
| 中部山岳国立公園         | 黒部ダム（黒部川）、小屋平ダム（黒部川）、高瀬ダム（高瀬川）                                                                   |
| 白山国立公園             | 大白川ダム（大白川）、白水ダム（大白川）、境川ダム（境川）                                                                     |
| 吉野熊野国立公園         | 宮川ダム（宮川）、池原ダム（北山川）、七色ダム（北山川）、小森ダム（北山川）                                                   |
| 阿蘇くじゅう国立公園     | 山下池（倉本川） |
| 霧島屋久国立公園         | 尾立ダム（安房川） |

#### 国定公園指定
| 国定公園                 | 指定ダム                                                                                             |
| ------------------------ | --- |
| 早池峰国定公園           | 早池峰ダム（稗貫川）                                                                                 |
| 栗駒国定公園             | 鳴子ダム（江合川）、神室ダム（金山川）                                                               |
| 越後三山只見国定公園     | 奥只見ダム（只見川）、大鳥ダム（只見川）、田子倉ダム（只見川）                                       |
| 天竜奥三河国定公園       | 佐久間ダム（天竜川）、秋葉ダム（天竜川）、宇連ダム（宇連川）                                         |
| 愛知高原国定公園         | 矢作ダム（矢作川）、羽布ダム（巴川）                                                                 |
| 飛騨木曽川国定公園       | 大井ダム（木曽川）、笠置ダム（木曽川）、丸山ダム（木曽川）、下原ダム（飛騨川）、上麻生ダム（飛騨川） |
| 揖斐関ヶ原養老国定公園   | 西平ダム（揖斐川）                                                                                   |
| 鈴鹿国定公園             | 大原ダム（大原川）、永源寺ダム（愛知川）、野洲川ダム（野洲川）                                       |
| 明治の森箕面国定公園     | 箕面川ダム（箕面川）                                                                                 |
| 京都丹波高原国定公園     | 大野ダム（由良川）、日吉ダム（淀川）                                                                 |
| 氷ノ山後山那岐山国定公園 | 引原ダム（引原川）                                                                                   |
| 比婆道後帝釈国定公園     | 帝釈川ダム（帝釈川）                                                                                 |
| 西中国山地国定公園       | 樽床ダム（柴木川）                                                                                   |
| 耶馬日田英彦山国定公園   | 松原ダム（筑後川）                                                                                   |
| 九州中央山地国定公園     | 上椎葉ダム（耳川）                                                                                   |
| 沖縄海岸国定公園         | 座間味ダム（内川）                                                                                   |

### その他
ダム建設時に掘られた作業用トンネルは完成後には放置されるが、トンネル内は年間を通して10度前後、湿度が100%に保たれ、日光が届かないという条件がある。このためワインの熟成に最適 とされ、豊平峡ダムの作業用トンネルはワインセラーとして再利用されている。

## 日本のダムに関連する人物
- 行基 - 狭山池を修築。日本初の「多目的ダム」・昆陽池を建設。
- 空海 - 満濃池を再建。
- 豊臣秀吉 - 備中高松城・紀伊太田城の水攻め。
- 石田三成 - 忍城の水攻め。
- 真田昌幸 - 第二次上田合戦の水攻め。
- 大鳥圭介 - 日本で初めてのダム技術解説書『堰堤築法新按』を翻訳・出版する。
- 八田與一 - 台湾における水利事業の父。
- 福澤桃介 - 「電力王」。大正時代のダム建設。大同特殊鋼、大同大学、大同電力（現・関西電力）。
- 松永安左エ門 - 「電力の鬼」。福澤桃介と共に大正時代のダム建設をリードし、戦後の電力事業再編にも深く関わる。沼田ダム計画の発案者。
- 物部長穂 - 河川総合開発事業の発案者。日本の治水行政の基礎を築く。
- 高碕達之助 - 電源開発初代総裁。佐久間ダム建設の立役者、御母衣ダムにおける荘川桜移植の発案者。
- 室原知幸 - 蜂の巣城紛争のリーダー。ダム事業と生存権の問題を提起。
- 天野礼子 - 日本における著名なダム反対派。
- 田中康夫 - 前長野県知事。「脱ダム宣言」を発表。現新党日本代表・衆議院議員、前参議院議員。
- 嘉田由紀子 - 滋賀県知事。ダムだけに依存しない治水政策を発表。
- 潮谷義子 - 前熊本県知事。日本初のダム撤去を決断。
- 増山たづ子 - 徳山ダム建設に伴い、沈みゆく徳山村を写真に残そうとした人物。

## ダムが登場する作品
世界各国における作品については、ダム#ダムが登場する作品を参照のこと
日本におけるダムが登場する作品としては、小説や映画のほかアニメや特撮といった子供向け番組が挙げられ、その各作品で題材やロケ地として用いられる。小説では、城山三郎や吉村昭が社会問題的側面で扱ったものや純文学の舞台として登場する。映画では、黒部ダムの建設を題材とした『黒部の太陽』が広く知られる。また、後に『ホワイトアウト』のロケも厳冬期の同ダムで行われた。
一方、特撮やアニメでは『仮面ライダー』の第1話のロケーション撮影が小河内ダム（奥多摩湖）で行われたほか、ゴジラシリーズやガメラシリーズでダムは怪獣に破壊される定番の標的になっている。それ以外にも、テレビドラマ『西部警察 PART-III』では農林水産省東北農政局の協力を受け、当時に同局が建設中だった日中ダムの工事現場（山腹）が同番組の見せ場である大爆破シーンのロケ地として用いられた。
ダム単体を扱った写真集も出版されており、ダムマニアなどに好まれている。
テレビドラマ・特撮
- ウルトラQ第13話「ガラダマ」（1966年3月27日、TBSテレビ）
- ウルトラマンネクサス - TLTの基地がダム湖の地下に設置されており、戦闘機のハッチがダムに作られている。
- 仮面ライダー 第1話「怪奇蜘蛛男」（1971年4月3日、毎日放送）：小河内ダム
- Gメン'75　第290話「X'masカードの中の人骨」（TBS）：下久保ダム
- 西部警察 PART-III 第10話「雪の会津山岳決戦! -福島・後篇-」（1983年、テレビ朝日）：日中ダム
- プロジェクトX〜挑戦者たち〜 厳冬黒四ダムに挑む（NHK）

映画
- 激流（1952年）：田瀬ダム
- 鉄血の魂（1956年）：鳴子ダム
- モスラ1961年
- 大怪獣決闘 ガメラ対バルゴン（1966年）：黒部ダム
- ガメラ対宇宙怪獣バイラス（1968年）※映像は『ガメラ対バルゴン』の流用である。
- 黒部の太陽（1968年）：黒部ダム
- ゴジラ対メガロ（1973年）
- 宇宙怪獣ガメラ（1980年）※映像は『ガメラ対バルゴン』の流用である。
- ふるさと（1983年）:徳山ダム建設により沈みゆく徳山村を舞台に描いた村人たち。
- モスラ（1996年）
- 誘拐（1997年）：産業廃棄物のダイオキシンで多数の死者が出た下加佐村の悲劇「アキワ公害」を発端とする誘拐事件。村は26年後、ダム湖に沈んでいる。
- ホワイトアウト（フジテレビ・2000年）：黒部ダム、矢木沢ダム、奈良俣ダム、三国川ダム・藪神ダム

アニメ
- 忘却の旋律（2004年）
- ひぐらしのなく頃に（2006年 - 2007年）
- 名探偵コナン 沈黙の15分（2011年）
- UFOロボ グレンダイザー：グレンダイザーの基地でもある宇宙科学研究所は、ダムと一体化している。
- ぼっち・ざ・ろっく!（2022年）

漫画
- ダムマンガ（井上よしひさ）
- 悪霊シリーズ（小野不由美 / いなだ詩穂）：ナルの兄ジーンは交通事故に遭い、隠蔽しようとする犯人に殺されて遺体をダム湖に遺棄された。

小説
- 『日蔭の村』（石川達三著。1937年）：小河内ダム
- 『沈める滝』（三島由紀夫著。1955年）：奥只見ダム
- 『満ちて来る潮』（井上靖著。1955年）：佐久間ダム、風屋ダム、二津野ダム
- 『黄金峡』（城山三郎著。1960年）：田子倉ダム
- 『落差』（松本清張著。1961年）：魚梁瀬ダム
- 『高熱隧道』（吉村昭著。1967年）：仙人谷ダム
- 『無名碑』（曽野綾子著。1969年）：田子倉ダム
- 『砦に拠る』（松下竜一著。1977年）：下筌ダム
- 『湖水誕生』（曽野綾子著。1985年）：高瀬ダム
- 『ホワイトアウト』（真保裕一著。新潮社・1995年）：奥只見ダム
- 『瀑流』（山田和著、文藝春秋社・2002年）：小牧ダム

絵本・写真集
- 『だむのおじさんたち』（かこさとし著、1959年）
- 『ダム』（萩原雅紀著。2007年）